# Thanks for Sharing
Thanks for Sharing (bra: Terapia de Sexo; prt: Uma Boa Dose de Sexo) é um filme independente de comédia dramática estadunidense de 2012 dirigido por Stuart Blumberg que co-escreveu o roteiro com Matt Winston sobre três pessoas que seguem um tratamento de doze passos para se livrar do vício em sexo. O filme é estrelado por Mark Ruffalo, Tim Robbins, Gwyneth Paltrow, Josh Gad, Joely Richardson, Patrick Fugit, Carol Kane e Pink (creditada como Alecia Moore), com um elenco coadjuvante que inclui Michaela Watkins, Emily Meade e Isiah Whitlock Jr.
Foi lançado no Festival Internacional de Cinema de Toronto em 2012.

## Sinopse
Adam (Mark Ruffalo) acaba de atingir a marca de 5 anos em sua sobriedade do vício em sexo com a ajuda de seu patrocinador Mike (Tim Robbins). O recém-chegado Neil (Josh Gad) procura a ajuda de Adam na esperança de que ele seja seu mentor, mas Neil não tem a mesma maturidade e continua a assediar mulheres no trabalho, na rua e no metrô. Adam também acabou de conhecer Phoebe (Gwyneth Paltrow), que pode ser perfeita para ele, mas Adam não tem um relacionamento desde que reconheceu seu vício em sexo, e Phoebe não sai com viciados. Enquanto Adam navega nas águas do relacionamento romântico, Mike luta para se conectar com seu ex-filho viciado em drogas que acabou de voltar para casa, e Neil desenvolve um relacionamento com outra mulher em seu grupo de viciados em sexo, mas uma amizade platônica pode ser exatamente o que ele precisa.[carece de fontes?]

## Elenco
| Nome                                      | Personagem                                        |
| ----------------------------------------- | ------------------------------------------------- |
| Mark Ruffalo                              | Adam                                              |
| Tim Robbins                               | Mike                                              |
| Gwyneth Paltrow                           | Phoebe                                            |
| Josh Gad                                  | Neil                                              |
| Joely Richardson                          | Katie                                             |
| Alecia Moore                              | Dede                                              |
| Patrick Fugit                             | Danny                                             |
| Carol Kane                                | Roberta                                           |
| Michaela Watkins                          | Marney                                            |
| Isiah Whitlock Jr.                        | Charles                                           |
| Emily Meade                               | Becky                                             |
| Poorna Jagannathan                        | Lili Kazhani                                      |
| Okieriete Onaodowan                       | Lou                                               |
| David Wain, Brian Koppelman, Matt Winston | participações especiais como membros do grupo SAA |

## Recepção
No agregador de críticas Rotten Tomatoes, o filme tem uma pontuação positiva de 51% com base em 114 comentários dos críticos que é seguido do consenso: "Thanks For Sharing mostra algumas boas performances, mas não investiga sua premissa espinhosa tão profundamente quanto deveria". O Metacritic relata uma pontuação de 54 de 100, com base em 38 avaliações, indicando "avaliações mistas ou médias".
Richard Roeper deu ao filme uma crítica positiva, dizendo "O diretor estreante Blumberg faz um bom trabalho e faz algumas escolhas corajosas."